# Büyüksöğle, Elmalı
Büyüksöyle là một xã thuộc huyện Elmalı, tỉnh Antalya, Thổ Nhĩ Kỳ. Dân số thời điểm năm 2011 là 414 người.